# Équipe cycliste Colombia
L'équipe cycliste Colombia est une équipe de cyclisme sur route domiciliée en Colombie, qui a existé entre 2012 et 2015.
Elle a le statut d'équipe continentale professionnelle. Elle participe ainsi principalement aux épreuves des circuits continentaux entre 2012 et 2015. Elle disparaît à la fin de la saison 2015.

## Histoire de l'équipe
La création de l'équipe est le fruit d'une volonté politique, celle du ministre des sports de Colombie, Jairo Clopatofsky (es). Celui-ci a de grandes aspirations pour le cyclisme et l'équipe en particulier : il aimerait qu'un cycliste colombien, d'une formation colombienne gagne le Tour de France. Il a décidé de mettre les moyens pour cela et il peut s'appuyer sur l'éclosion, ces dernières années, de coureurs de talents. Rappelant les années où Luis Herrera apportait de l'espoir aux Colombiens, à une époque où son pays était à feu et à sang, il veut utiliser le cyclisme pour unifier le pays, comme, selon lui, Nelson Mandela a utilisé le rugby pour apaiser les divisions en Afrique du Sud.
L’état colombien finance le projet par l’intermédiaire de l'entité Coldeportes (Instituto Colombiano del Deporte). C'est un organisme qui régit les fédérations sportives nationales et qui est, plus particulièrement, chargé de promouvoir et de développer l'éducation physique et le sport dans le pays. Les trois couleurs du drapeau colombien apparaissent sur le maillot pour montrer que l'équipe représente la nation et qu'elle soit facilement identifiable. La structure comprend 38 cyclistes car en plus d'une équipe continentale professionnelle, 22 coureurs ont intégré une équipe continentale, Colombia-Comcel. Celle-ci aura un calendrier exclusivement latino-américain et national.
Clopatofsky s'adjoint les services de Claudio Corti et de Valerio Tebaldi, anciens manager et directeur sportif de l'équipe Barloworld, pour encadrer Colombia - Coldeportes. La formation a une forte ossature issue de l'équipe Colombia es Pasión (qui avait déjà, elle aussi, pour but de montrer les cyclistes colombiens et une image plus positive du pays). Ce sont des coureurs jeunes mais déjà aguerris aux compétitions européennes, comme Fabio Duarte (champion du monde espoir 2008) ou Esteban Chaves (vainqueur du Tour de l'Avenir 2011), encadrés par des anciens tels que Víctor Hugo Peña (ancien maillot jaune du Tour de France) ou Luis Felipe Laverde (ancien vainqueur d'étapes au Tour d'Italie). Les seize coureurs de la formation sont exclusivement Colombiens. 

### Saison 2012
L'équipe est basée en Italie, dans la région de Brescia, lorsqu'elle dispute des courses en Europe. Début janvier, l'organisateur RCS Sport annonce les quatre wild-cards qu'il distribue pour le Tour d'Italie. L'équipe Colombia - Coldeportes ne reçoit pas l'invitation souhaitée mais en revanche, est invitée à disputer Tour de Lombardie, Milan-San Remo, les Strade Bianche et le Tour de Lombardie, épreuves également organisées par RCS Sport.
La formation part pour Milan le 20 janvier et dispute sa première course le 4 février. Les membres de l'équipe termine le Grand Prix de la côte étrusque dans le peloton principal qui se dispute la victoire; le premier d'entre eux, Jeffry Romero finit 27e du sprint massif.
Début mars, Jarlinson Pantano apporte les premiers points, comptant pour l'UCI Europe Tour 2012, à son équipe, en terminant douzième de la Strade Bianche. Membre de l'échappée matinale avec Juan Pablo Suárez, il réussit à terminer dans un petit groupe qui finit à près de 4 minutes du vainqueur, Fabian Cancellara.
Puis, la formation dispute sa première épreuve de l'UCI World Tour 2012, le Tirreno-Adriatico, de manière discrète, puisqu'aucun coureur ne réussit à terminer dans les dix premiers d'une étape et que le premier au classement général final est Fabio Duarte, 55e, à 22 min 53 s du vainqueur Vincenzo Nibali. Le mauvais temps que la formation a trouvé dans le nord de l'Italie, en début d'année, et les problèmes de visa pour pouvoir y résider ont perturbé la préparation de la nouvelle saison et expliquent ces résultats, selon Víctor Hugo Peña. À la mi-mars, l'équipe participe au 103e Milan-San Remo (quatrième épreuve de l'UCI World Tour 2012). Suárez fait partie de l'échappée matinale de neuf coureurs et termine, par la suite, premier de son équipe, mais à la 97e place, à 9 minutes 28 secondes du vainqueur.
La formation est invitée par l'organisateur A.S.O. à disputer le Critérium international, en Corse. Seuls deux de ses membres (Romero et Duarte) terminent dans le même temps que le vainqueur de la 1re étape. Fabio Duarte sera l'unique coureur de l'équipe à finir dans les vingt premiers du Critérium (19e à 1 minute 48 secondes du vainqueur Cadel Evans). Paradoxalement, la troisième étape, montagneuse, est fatale aux Colombiens.
Puis quinze jours sans compétition suivent l'épreuve corse. L'occasion de s'entraîner durement pour acquérir la vélocité et la force qui manquent aux coureurs, selon Claudio Corti. Après une première partie de saison sans résultat notable, au classement de l'UCI Europe Tour 2012 du 25 mars, l'équipe ne compte, en effet, que trois points (obtenus par Pantano sur la Strade Bianche). Cependant, l'Italien et Víctor Hugo Peña restent confiants pour la suite.
L'entraînement semble porter ses fruits puisque Fabio Duarte s'offre ses premiers points, comptant pour l'UCI Europe Tour 2012, lors de l'épreuve de reprise, la Flèche brabançonne. Il termine quatrième à 1 minute 14 secondes de Thomas Voeckler, dans une course (avec de nombreux secteurs pavés) où selon Valerio Tebaldi, la force était prépondérante.
Le dimanche suivant, Duarte participe au Tour des Apennins. À la suite du dernier col, il se retrouve en compagnie d'une vingtaine d'hommes qui vont se disputer la victoire. Mais l'absence de la moindre difficulté dans les vingt derniers kilomètres, l'empêche de tenter quoi que ce soit face à la surreprésentation des Androni Giocattoli-Venezuela et des Colnago-CSF Inox qui préparent le sprint pour un équipier. Fabio Felline est le plus rapide et lui termine onzième.
La formation dispute la Flèche wallonne, le 18 avril. Fabio Duarte fait partie du peloton, qui se dispute la victoire, au pied du Mur de Huy. Premier de son équipe, il termine 32e à 31 secondes du vainqueur Joaquim Rodríguez. De nombreuses chutes ont émaillé cette épreuve, l'équipe ne fut pas épargnée. À 25 km de l'arrivée, en plus de Duarte, Esteban Cháves et Robinson Chalapud font partie du groupe de tête. Le premier crève, le deuxième chute violemment, deux kilomètres plus loin. Il termine à l'hôpital de Huy, avec des blessures à l'avant-bras droit et au visage, qui se révèlent sans gravité après examen.
Le 20 avril 2012, Darwin Atapuma remporte la première victoire de la saison, lors de la quatrième étape du Tour du Trentin, course par étapes la plus montagneuse de l'UCI Europe Tour 2012. Dans la neige et le froid, il gagne au sommet du Passo Pordoi, au sprint, après avoir été le seul avec Carlos Betancur à pouvoir suivre l'accélération de Domenico Pozzovivo. Atapuma termine, ainsi, huitième du classement général final.
Ces résultats amènent l'équipe à faire un bon significatif dans le classement de l'UCI Europe Tour 2012 du 25 avril. Elle passe de la 63e à la 37e place au classement provisoire. La première partie de saison se termine par les Quatre Jours de Dunkerque. Bien que les résultats aux classements généraux finals soient maigres (l'équipe termine dernière et le premier coureur finit 52e), Carlos Quintero, en s'échappant lors de la deuxième étape, s'adjuge, au terme de l'épreuve, le trophée du meilleur grimpeur.
Après quatre mois passés en Europe, les membres de la formation reviennent sur le continent américain, avec le sentiment qu'après des débuts difficiles, les résultats vont venir. L'équipe ne retournera pas en Italie avant le mois de juillet.
La première épreuve disputée en Amérique est le Tour de Californie. Lors des quatre premières étapes, toutes remportées par Peter Sagan, seul Fabio Duarte réussit à rester dans le peloton chaque jour. Bien qu'il perde 2 min 01 s sur le vainqueur David Zabriskie, dans le contre-la-montre du cinquième jour, il intègre le Top 20 provisoire. Le sixième jour, il arrive avec le peloton des favoris. L'avant-dernière étape, étape-reine arrivant en altitude, voit Darwin Atapuma s'échapper avec Christopher Horner, il contre l'attaque de l'Américain dans l'ultime ascension et part glaner son deuxième succès de l'année. Mais Robert Gesink revient sur lui à la flamme rouge et le bat au sprint, Atapuma termine, néanmoins, deuxième. Alors que Duarte, quatorze secondes plus tard, finit troisième, ce qui le replace au cinquième rang du classement général. Place qu'il garde définitivement le lendemain, Atapuma, lui, achevant la course californienne, seizième.
Après plusieurs semaines d'attente, la première formation du projet Coldeportes obtient l'autorisation de disputer le Tour de Colombie. Les dirigeants ont dû expliquer les différences administratives et sportives entre les deux formations (du projet) pour que les coureurs de l'équipe Colombia - Coldeportes puissent obtenir l'aval des instances fédérales internationales. Ainsi, il a été montré que Coldeportes est seulement co-sponsor d'une structure dont le propriétaire est Claudio Corti, avec une administration et des objectifs totalement indépendants de l'équipe Colombia - Comcel. L'arbitrage de l'UCI avait été demandé par la fédération colombienne de cyclisme pour éviter toutes contestations ou situations conflictuelles. Fabio Duarte est le premier leader de son tour national, en s’imposant dans le prologue. Il réalise un temps inférieur de 73 centièmes, à celui réalisé par le vainqueur sortant, Félix Cárdenas. Ne disputant pas les bonifications à ses adversaires, il perd la tête du classement général, dès le lendemain, mais reste, néanmoins, deuxième de l'épreuve jusqu'au matin de la sixième étape. Lors de celle-ci, tout comme Cárdenas, il perd un peu de temps sur une échappée et se retrouve cinquième à 58 secondes de la tête du classement provisoire. C'est dans la neuvième étape que Fabio Duarte perd toute chance de remporter la Vuelta, en concédant près de trois minutes trente au vainqueur d'étape, Fernando Camargo et surtout, plus de trois minutes à Félix Cárdenas. Il cède dans la montée finale vers Manizales et laisse le leadership de sa formation à Darwin Atapuma. Le lendemain dans l'alto de Minas, col mythique du tour de Colombie, Fabio Duarte fait meilleur figure et passe en tête au sommet. Il s'échappe mais ne peut résister au retour d'une dizaine de coureurs (dont Darwin Atapuma qui finira deuxième de l'étape), à cinq kilomètres de l'arrivée. Le Tour de Colombie 2012 se termine par un contre-la-montre en côte, Duarte se classe finalement douzième et Atapuma, premier des Coldeportes, l'achève à la dixième place. Même en ajoutant, la victoire dans la cinquième étape de Juan Pablo Forero, le bilan de l'équipe dans cette 62e édition est modeste.
À la mi-juillet, la formation reprend la compétition en Europe, lors du Grand Prix Nobili Rubinetterie. À cinquante kilomètres de l'arrivée, la sélection se fait et quatre hommes de l'équipe intègre le petit groupe d'échappés. Même s'ils ne réussissent pas à se mêler aux quatre coureurs qui lutteront pour la victoire finale, ils disputent la cinquième place, à quarante-cinq secondes du vainqueur Danilo Di Luca. Le meilleur d'entre eux, Jeffrey Romero se classe finalement dixième. Quelques jours plus tard, l'équipe annonce qu'elle a été invitée à disputer la Prueba Villafranca de Ordizia, au Pays basque et le Trophée Matteotti dans les Abruzzes.
Le lendemain du Tour de Lombardie, l'organisateur RCS Sport présente le tracé du Tour d'Italie 2013, en la présence de Claudio Corti et d'Esteban Cháves. Ceux-ci espèrent pouvoir y participer. Le manager général trouve le parcours (surtout de la troisième semaine) particulièrement adapté aux qualités de grimpeur de ses coureurs, des étapes courtes se terminant en haute altitude. Tandis que, devant le profil des étapes, le coureur rêve de s'y distinguer. La participation a un des trois grands tours sera un des objectifs principaux, de la prochaine saison, pour la formation colombienne. Parallèlement à la présentation, Corti annonce que dix coureurs de l'équipe sont, d'ores et déjà, confirmés pour la saison 2013. Il s'agit des chefs de file Fabio Duarte, Esteban Cháves et Darwin Atapuma accompagnés de Robinson Chalapud, Wilson Marentes, Frank Osorio, Jarlinson Pantano, Michael Rodríguez, Jeffrey Romero et Juan Pablo Suárez.
Début octobre, la formation clôt sa première année de compétition par trois courses en Italie, sous la direction de Valerio Tebaldi : la Coppa Sabatini, le Tour d'Émilie et enfin le GP Beghelli. Jeudi 4 octobre, Fabio Duarte remporte la première de ces épreuves. À vingt kilomètres de l'arrivée, Duarte se détache en compagnie de cinq autres hommes. Le peloton est vigilant et semble pouvoir les absorber, dix kilomètres plus loin. Mais un flottement en son sein profite aux fuyards qui insistent et reprennent du champ. La victoire se dispute entre eux, Duarte se montrant le plus véloce. Il s'adjuge la 60e édition de la Coppa Sabatini en disposant de son compatriote Miguel Ángel Rubiano et des Italiens Matteo Rabottini et Giovanni Visconti.

### Saison 2013
Avec la ferme intention de participer au Tour de France ou au Tour d'Italie, la formation est débaptisée à la fin octobre 2012 et s'appelle simplement Colombia. À cette date, le staff technique est confirmé et même renforcé avec l'apport de nouveaux salariés chez les mécaniciens et les masseurs. De plus, autour de Fabio Duarte et d'Esteban Chaves, douze coureurs ont, d'ores et déjà, leur contrat pour la saison 2013.
Quelques jours plus tard, la direction annonce un accord avec la firme italienne Wilier Triestina, pour utiliser les bicyclettes de la marque. L'entreprise de la province de Vicence parie sur les jeunes coureurs colombiens et leur affirmation sur la scène internationale. Du point de vue commercial, Andrea Gastaldello, administrateur délégué, montre le côté stratégique de la collaboration, l'Amérique du Sud étant un marché avec une croissance potentielle importante. Deux mois plus tard, début janvier, le nouveau vélo de la formation est présenté. Il s'agit du Wilier Triestina Zero 7, qui a pour principale caractéristique, l'extrême légèreté de son cadre, seulement 799 grammes.
À la fin novembre, avec la signature de Leonardo Duque, la formation clôt son recrutement. Elle a besoin de l'expérience de ses neuf saisons professionnelles en Europe, dans l’optique de son objectif principal, disputer une compétition de trois semaines (c'est-à-dire un des trois grands tours). De plus, à la même date, l'Union cycliste internationale officialise l'attribution de la licence continentale professionnelle à l'équipe Colombia, pour la saison 2013.
Le 8 janvier, Claudio Corti reçoit la confirmation que l'équipe dispose d'une des quatre wild-cards distribuées par l'organisateur RCS Sport, pour disputer le Tour d'Italie 2013. Dans le même temps, l'équipe est invitée à participer au Tour de Lombardie 2013.
À la mi-janvier, d'un commun accord avec le coureur, la formation se sépare de Frank Osorio. Avec honnêteté, le coureur a admis n'avoir pas récupéré la totalité de son intégrité physique, après son opération au genou gauche; des douleurs tendineuses lui ayant gâché la saison précédente. Remplacé poste pour poste par le fils de Claudio Corti, Marco, la direction de Coldeportes demande, quelques jours après, de ne pas conserver celui-ci au sein de la formation. La volonté de ces dirigeants est d'avoir une équipe entièrement constituée de coureurs de nationalité colombienne. En plus de soulever des problèmes d'éthique, Marco Corti a été inactif durant toute la saison 2012.

#### Bilan de la saison
Après une première saison satisfaisante, la seconde démontre la progression de l'équipe. Le premier semestre de compétition, sans grands résultats, laisse la place à une seconde partie de saison plus convaincante. Sa première participation à un grand tour est honnête.
Au Tour d'Italie, même si la victoire d'étapes échappe aux coureurs colombiens, Fabio Duarte est tout près de l'obtenir au col du Galibier (cinquième) et surtout aux Tre Cime di Lavaredo (deuxième). Jarlinson Pantano lui termine troisième à Florence. Darwin Atapuma, bien que moins présent à l'avant de la course, termine premier d'entre eux à la dix-huitième place.
Ce dernier est le meilleur coureur de sa formation, durant la saison. C'est lui qui offre sa première et plus importante victoire à son équipe, lors du Tour de Pologne, épreuve World Tour. Il obtient également quelques places d'honneur (septième du Tour de Turquie et sixième du Tour de Slovénie).
L'absence d'Esteban Chaves, dès le mois de février a été préjudiciable, mais les victoires de Leonardo Duque, dans la première étape du Tour de l'Ain et lors du Grand Prix Bruno Beghelli, épreuve terminale du calendrier italien, ont amélioré le bilan final. Outre les bonnes performances d'Atapuma, Duarte et Duque, il faut remarquer la saison de Robinson Chalapud et les promesses entrevues de Pantano et d'Edwin Ávila.

## Principaux résultats

### Résultats sur les grands tours
Le Tour d'Italie 2013 est le premier grand tour auquel participe l'équipe.
| Course              | Meilleur coureur au classement individuel | Classements annexes | Victoires d'étapes | Classement par équipes      |
| ------------------- | ----------------------------------------- | ------------------- | ------------------ | --------------------------- |
| Tour d'Italie 2013  | Darwin Atapuma (18e)                      |                     |                    | 21e au temps 18e aux points |
| Tour d'Italie 2014  | Fabio Duarte (28e)                        |                     |                    | 13e au temps 12e aux points |
| Tour d'Espagne 2015 | Rodolfo Torres (32e)                      |                     |                    | 12e                         |

### Championnats nationaux
- Championnats de Colombie sur route : 2
  - Course en ligne : 2014 (Miguel Ángel Rubiano)
  - Course en ligne espoirs : 2015 (Edward Díaz)

## Classements UCI
UCI America Tour
| Saison | Classement par équipes | Meilleur coureur au classement individuel |
| ------ | ---------------------- | ----------------------------------------- |
| 2012   | 19e                    | Fabio Duarte (53e)                        |
| 2013   | 28e                    | Edwin Ávila (150e)                        |
| 2014   | 23e                    | Miguel Ángel Rubiano (78e)                |
| 2015   | 13e                    | Rodolfo Torres (25e)                      |

Nota bene : L'équipe n'a disputé que deux épreuves de l'UCI America Tour 2012 et une seule de l'UCI America Tour 2013.
UCI Asia Tour
| Saison | Classement par équipes | Meilleur coureur au classement individuel |
| ------ | ---------------------- | ----------------------------------------- |
| 2014   | 37e                    | Dúber Quintero (75e)                      |

UCI Europe Tour
| Saison | Classement par équipes | Meilleur coureur au classement individuel |
| ------ | ---------------------- | ----------------------------------------- |
| 2012   | 26e                    | Esteban Chaves (29e)                      |
| 2013   | 55e                    | Leonardo Duque (86e)                      |
| 2014   | 51e                    | Miguel Ángel Rubiano (200e)               |

## Colombia en 2015

### Effectif
| Cycliste             | Date de naissance | Nationalité | Équipe 2014                                |  |
| -------------------- | ----------------- | ----------- | ------------------------------------------ |  |
| Edwin Ávila          | 21 novembre 1989  | Colombie    | Colombia                                   |  |
| Alex Cano            | 13 mars 1983      | Colombie    | Aguardiente Antioqueño-Lotería de Medellín |  |
| Camilo Castiblanco   | 24 novembre 1988  | Colombie    | EPM-UNE-Área Metropolitana                 |  |
| Edward Díaz          | 19 août 1994      | Colombie    | Colombia                                   |  |
| Fabio Duarte         | 11 juin 1986      | Colombie    | Colombia                                   |  |
| Leonardo Duque       | 10 avril 1980     | Colombie    | Colombia                                   |  |
| Daniel Martínez      | 25 avril 1995     | Colombie    | Centre mondial                             |  |
| Sebastián Molano     | 4 novembre 1994   | Colombie    | Coldeportes-Claro                          |  |
| Darwin Pantoja       | 25 septembre 1990 | Colombie    | Colombia                                   |  |
| Jonathan Paredes     | 4 avril 1989      | Colombie    | Colombia                                   |  |
| Walter Pedraza       | 27 novembre 1981  | Colombie    | EPM-UNE-Área Metropolitana                 |  |
| Carlos Quintero      | 5 mars 1986       | Colombie    | Colombia                                   |  |
| Brayan Ramírez       | 20 novembre 1992  | Colombie    | Movistar Team América                      |  |
| Carlos Ramírez       | 26 octobre 1994   | Colombie    | Aguardiente Antioqueño-Lotería de Medellín |  |
| Miguel Ángel Rubiano | 3 octobre 1984    | Colombie    | Colombia                                   |  |
| Cayetano Sarmiento   | 25 mars 1987      | Colombie    | Cannondale                                 |  |
| Rodolfo Torres       | 21 mars 1987      | Colombie    | Colombia                                   |  |
| Juan Pablo Valencia  | 2 mai 1988        | Colombie    | Colombia                                   |  |
| Stagiaire            | Date de naissance | Nationalité | Équipe 2015                                |  |
| Félix Barón          | 7 novembre 1991   | Colombie    | General Store Bottoli Zardini              |  |

## Saisons précédentes
• Saison 2014
• Saison 2015